# Lunas-les-Châteaux
Lunas-les-Châteaux es una comuna nueva francesa situada en el departamento de Hérault, de la región de Occitania.

## Historia
Fue creada el 1 de enero de 2025, en aplicación de una resolución del prefecto de Hérault de 27 de diciembre de 2024 con la unión de las comunas de Dio-et-Valquières y Lunas, pasando a estar el ayuntamiento en la antigua comuna de Lunas.

## Demografía
Según los datos aportados en la resolución del prefecto de Hérault, la comuna se crea con 819 habitantes.

## Composición
| Comuna delegada   | Código INSEE | Población (2022) | Superficie (km²) | Densidad (hab./km²) |
| ----------------- | ------------ | ---------------- | ---------------- | ------------------- |
| Dio-et-Valquières | 34093        | 150              | 18.77            | 8                   |
| Lunas             | 34144        | 672              | 44.89            | 15                  |